# Gillot Saint-Evre

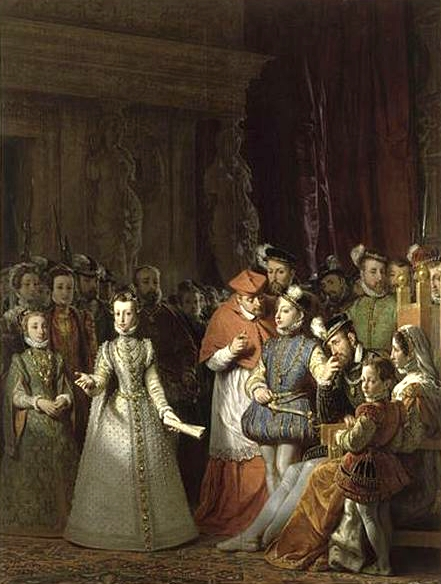
Maria Stuarda alla Corte di Francesco II

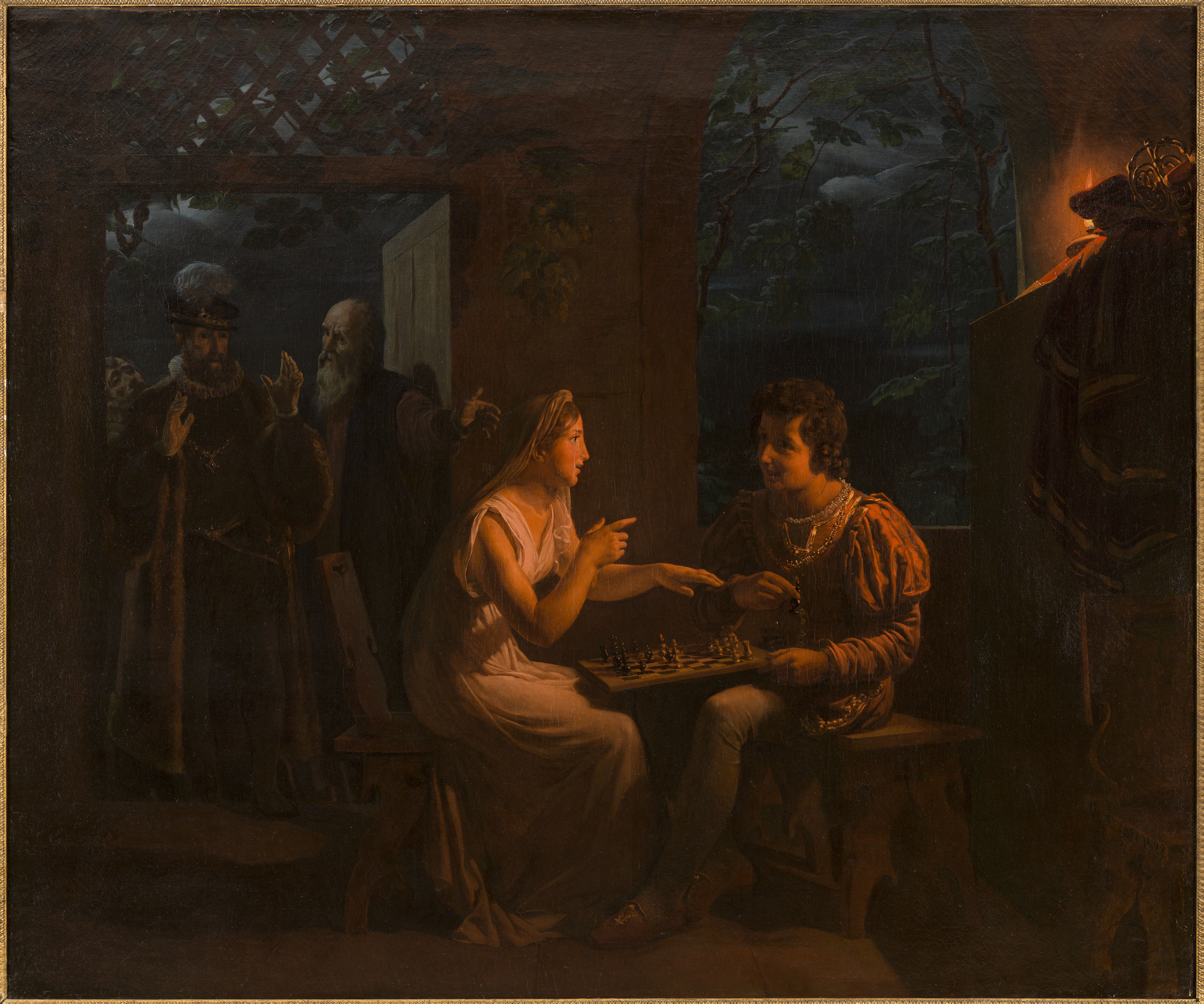
Miranda gioca a scacchi con Ferdinando

Gillot Saint-Evre (Boult-sur-Suippe, 24 novembre 1791 – Parigi, 1858) è stato un pittore francese.  Dipinse soprattutto scene di soggetto storico e letterario, ma anche scene di genere e ritratti.

## Biografia
Incominciò a dipingere negli anni 1820 e nel 1822 attirò l'attenzione del pubblico parigino al Salon, esponendo due dipinti con scene da La tempesta di Shakespeare. Un giovane giornalista di nome Adolphe Thiers, che sarebbe diventato presidente della repubblica, scrisse una recensione positiva della mostra e lo definì un pittore di grandi promesse. Ciò lo incoraggiò a realizzare altre opere di soggetto letterario.
Fecero seguito infatti le litografie che rappresentano Luigi XI con la contessa Isabelle de Croye, dal Quentin Durward di Walter Scott, e le scene dall'Enrico III e la sua  Corte, opera giovanile di Alexandre Dumas. Lo scarso successo di un ciclo sul Don Chisciotte lo costrinse però a un riesame critico del suo lavoro.
Decise allora di abbandonare la letteratura per passare a scene di storia. Sebbene desse la preferenza a scene medievali, continuò a dipingere secondo lo stile romantico e sentimentale. Presentò questa sua nuova tematica al Salon del 1833, con una scena che ritraeva Giovanna d'Arco presentata a re Carlo VII nel 1429, che oggi è esposta al Мuseo nazionale nella Reggia di Versailles. Era questo il primo di una serie di dipinti sulla vita di Giovanna d'Arco.
Generalmente, i critici odierni considerano i dipinti storici di Saint-Evre inferiori ai suoi ritratti, di cui sono buoni esempi quelli di Joseph-Jacques Ramée e di sua moglie Caroline.  
Con l'andare del tempo Saint-Evre fu pressoché dimenticato, finché fu riscoperto nel 2016, quando "Miranda gioca a scacchi con Ferdinando" fu venduto all'asta - ad un prezzo modesto - al Musée de la Vie romantique.